# Käthe Guss

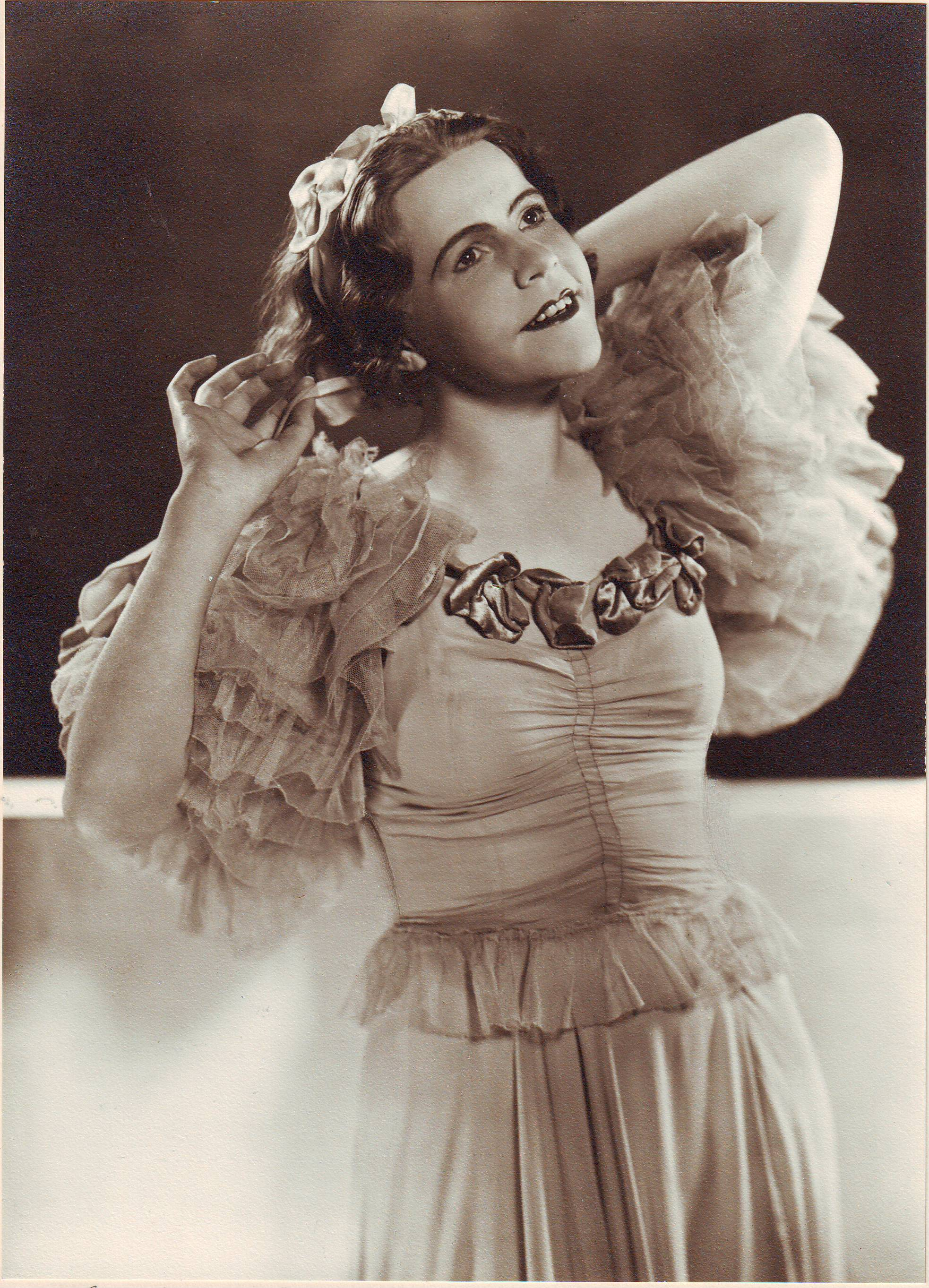
Die Operettensängerin und Schauspielerin Käthe Guss (1906–1994)

Katharina ("Käthe") Apollonia Guss (* 7. Dezember 1906 in Styrum; † 12. Juli 1994 in Mülheim an der Ruhr) war eine deutsche Operettensängerin und Schauspielerin.

## Leben
Als ältestes von acht Kindern wuchs Käthe Guss in einem Arbeiterhaushalt in Styrum bei Mülheim an der Ruhr auf. Von einem Lehrer in ihrem Berufswunsch bestärkt nahm sie privaten Gesangsunterricht und bewarb sich 1924 beim Duisburger Operettentheater. Sie wurde in den Chor aufgenommen, in dem auch der spätere Operettenstar Rudolf Schock – damals noch als einfacher Chorsänger – mitwirkte. Nach einem Einsatz für eine erkrankte Kollegin stieg sie 1931 zur ständigen Solistin und zum festen Mitglied des Duisburger Stadttheaters auf. Als das Theater 1942 durch Bomben zerstört wurde, verdiente sie ihren Lebensunterhalt mit Gesang für die Truppenbetreuung der deutschen Wehrmacht.
Nach dem Krieg gründete Käthe Guss 1946 ihr eigenes Operettentheater in Mülheim, das jedoch Ende 1948 aus finanziellen Gründen den Betrieb wieder einstellen musste. Nach einer Festanstellung in Rheydt kehrte sie 1953 ins Ruhrgebiet zurück. Als festes Ensemblemitglied und Solistin am Theater Oberhausen stand sie bis zu ihrem Karriereende 1967 fortan nicht nur als Operettensängerin, sondern auch als Schauspielerin auf der Bühne.

## Weitere Quellen
- Stadtarchiv Mülheim an der Ruhr, Bestand 1550 (Biografische Sammlung)

| Personendaten    | Personendaten                                 |
| ---------------- | --------------------------------------------- |
| NAME             | Guss, Käthe                                   |
| ALTERNATIVNAMEN  | Guss, Katharina Apollonia                     |
| KURZBESCHREIBUNG | deutsche Operettensängerin und Schauspielerin |
| GEBURTSDATUM     | 7. Dezember 1906                              |
| GEBURTSORT       | Styrum                                        |
| STERBEDATUM      | 12. Juli 1994                                 |
| STERBEORT        | Mülheim an der Ruhr                           |